# Bratstvo slobodnog duha
Bratstvo slobodnog duha je naziv za antinomistički laički kršćanski pokret koji je postojao u Sjevernoj Europi u 13. i 14. stoljeću.  Korijeni mu sežu u 1200. godinu, među pariške intelektualce okupljene oko Williama Aufirexa. Pripadnici pokreta propagirali su panteizam, nativizam, odbacivanje autoriteta i emancipaciju žena s uvijek prisutnim pokličem: Kruha, za ime Božje!
Zbog svog antinomističkog i individualističkog karaktera, bratstvo vrlo je brzo došlo u sukob s Rimokatoličkom crkvom. Papa Klement V. ga je zbog toga proglasio heretičkim na Vienneškom saboru 1311. – 1312. godine. Usprkos tome, pokret se nastavio širiti, čemu je pogodovala kriza zapadnog kršćanstva izazvana avignonskim papinstvom, likvidacijom templara te epidemijom Crne smrti koji su doveli u pitanje mnoge dotadašnje kršćanske dogme. S vremenom je, usprkos progonima, poprimio različite oblike koji su poslužili kao inspiracija raznim kasnijim pokretima poput taborita u Češkoj u 15. stoljeću ili Diggera (kopača) u revolucionarnoj Engleskoj 17. stoljeća. Često se smatra i najranijim pretečom suvremenog anarhističkog pokreta.
Bratstvo slobodnog duha spada u neoadamitske pokrete.

## Vanjske poveznice
- History of the Christian Church: Heresy and its suppression
- Blaženi Henry Suso: Büchlein der Wahrheit